# Traugott Emmanuel Pachaly
Traugott Emmanuel Pachaly (també apareix com a Traugott Immanuel Pachaly (Linderode, Alemanya, 1797 - 1853) fou un organista i compositor alemany.
Acabats els estudis en el seu poble natal ingressà en l'Escola Normal de Bunzlau per a preparar-se per la carrera de magisteri. Després perfeccionà els seus coneixements a l'orgue sota la direcció del notable organista Benjamin Klein. Després retornà a Bunzlau, on acceptà la plaça de professor auxiliar de la citada Escola Normal, fins que fou nomenat professor i organista a Gruna i, per acabar, el 1826, succeí al seu mestre Benjamin Klein com organista de Schmiedeberg. Les seves més notables composicions les publica a Wrocław i a Leipzig, figurant entre elles:
- Dotze preludis per a orgue (1a i 2a part sèrie)
- Variacions per a orgue sobre motius del coral Auf meinen lieben Gott
- Vint-i-cinc corals per a 4 veus d'homes
- Cantata fúnebre a 4 veus amb orgue obligat
- Diverses cantates
- Un himne a 4 veus amb orquestra i orgue
- Fugue que fou inserida en la col·lecció Postludien-Buch für Organisten.

D'altres composicions de Pachaly es publicaren en diferents obres per l'ensenyança de l'orgue.